# 可可小花介
可可小花介（学名：Cytherelloidea cocokia）为小浪花介科小花介屬下的一个种。